# 橘賢一
橘賢一（日语：／ Tachibana Ken'ichi，1977年—），日本漫畫家。男性。出身於埼玉縣。

## 來歷
- 埼玉大學畢業。
- 2003年，25歲時以在YOUNG JUMP月例舉辦第6屆MANGA大獎賽（日语：MANGAグランプリ）上獲得鼓勵獎和期待獎。
- 同年，以在第26屆MANGA大獎賽上獲得鼓勵獎。
- 同年，以在第30屆MANGA大獎賽上獲得月度最佳獎和佳作。
- 2004年，在《YOUNG JUMP增刊 漫革（日语：月刊ヤングジャンプ）》39號上發表。
- 2007年，《LUCKY7STAR（日语：ラッキーセブンスター）》在《週刊YOUNG JUMP》30號上開始連載。
- 2012年，《火星異種》獲得「這本漫畫真厲害！2013年」男生篇第1名。

## 作品列表

### 連載
- LUCKY7STAR（日语：ラッキーセブンスター）（《週刊YOUNG JUMP》2007年30號—2008年12號，全3冊）
- 火星異種[2]（原作：貴家悠，《Miracle Jump》2011年1號—6號 → 《週刊YOUNG JUMP》22、23合併號—連載中，已出版23冊）
- GIGIANTIS -異種巨神-（原作：小森陽一（日语：小森陽一 (作家)）、構成：山本隆之，《Grand Jump》2021年17號[3]—2023年15號[4]，全5冊）

### 短篇
- （《YOUNG JUMP增刊 漫革（日语：月刊ヤングジャンプ）》2004年Vol.39）
- （《YOUNG JUMP增刊 漫革》2005年Vol.45）
- （《YOUNG JUMP增刊 漫太郎（日语：月刊ヤングジャンプ）》，2006年）
- （《週刊YOUNG JUMP》2009年41號，原作：加藤寬之（日语：加藤寛之））
- VS. -北關東連續幼女誘拐殺人事件的真相-（《週刊YOUNG JUMP》2009年47號—2010年1號，原作：高野洋、監修：日本電視台新聞局「ACTION（日语：ACTION 日本を動かすプロジェクト）」取材班）
- 火星異種1（發表在《週刊Young Jump》2011年27號，原作：貴家悠）
- 火星異種外傳 GREAT DEVOTION CASE1 AKARI（發表在《週刊Young Jump》2013年13號，原作：貴家悠）
- 火星異種外傳 GREAT DEVOTION CASE2 SHONAN（發表在《週刊Young Jump》2013年15號，原作：貴家悠）

### 其它
- XXX -THE ULTIMATE WORST-（日语：XXX -THE ULTIMATE WORST-）（聖飢魔II）的圓盤封套設計[5][6][7][8]。

## 外部連結
- 橘賢一的X（前Twitter） （日語）